# Pastelkleur

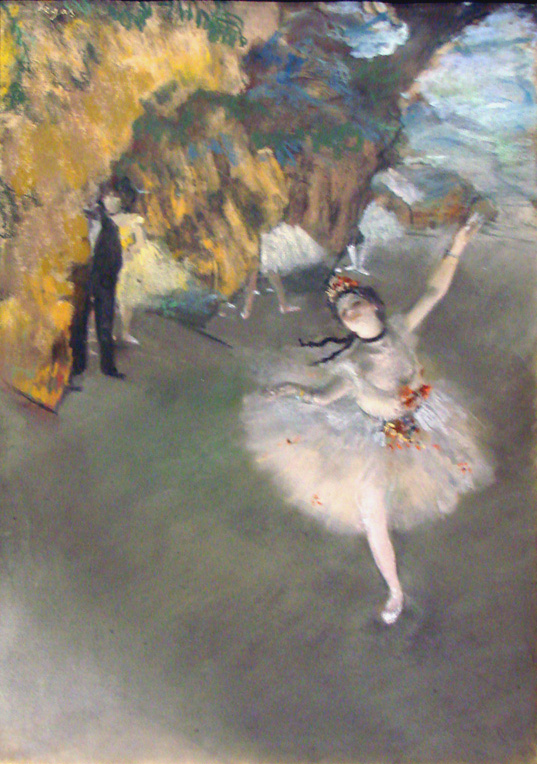
Ballet, pastel van Edgar Degas

Een pastelkleur is een zachte kleur die wordt verkregen door een zuiver pigment met  een lichte kleur te mengen, meestal met wit of lichtgeel.
Pastelkleuren worden veel gebruikt in kleding voor jonge kinderen. Pasgeboren baby's worden vanouds gekleed in zachtblauw of roze. Echter van alle kleuren kan wel een pastelversie gemaakt worden.
Van oorsprong is pastel de Franse naam voor wedeblauw, een kleurstof die uit de plant wede (Isatis tinctoria) werd gewonnen, totdat deze kleurstof verdrongen werd door de betere verfstof indigo.
Een tekening met pastelkrijt heeft echter niet noodzakelijk alleen maar pastelkleuren, met pastelkrijt kunnen ook zeer felle kleuren gemaakt worden.
| Voorbeeld van enkele pastelkleuren met HEX-code | Voorbeeld van enkele pastelkleuren met HEX-code | Voorbeeld van enkele pastelkleuren met HEX-code | Voorbeeld van enkele pastelkleuren met HEX-code | Voorbeeld van enkele pastelkleuren met HEX-code |
| ----------------------------------------------- | ----------------------------------------------- | ----------------------------------------------- | ----------------------------------------------- | ----------------------------------------------- |
|                                                 |                                                 |                                                 |                                                 |                                                 |
|                                                 | fea3aa                                          | f8b88b                                          | faf884                                          |                                                 |
|                                                 | baed91                                          | b2cefe                                          | f2a2e8                                          |                                                 |
|                                                 |                                                 |                                                 |                                                 |                                                 |